# Parque Estadual Mata da Pipa

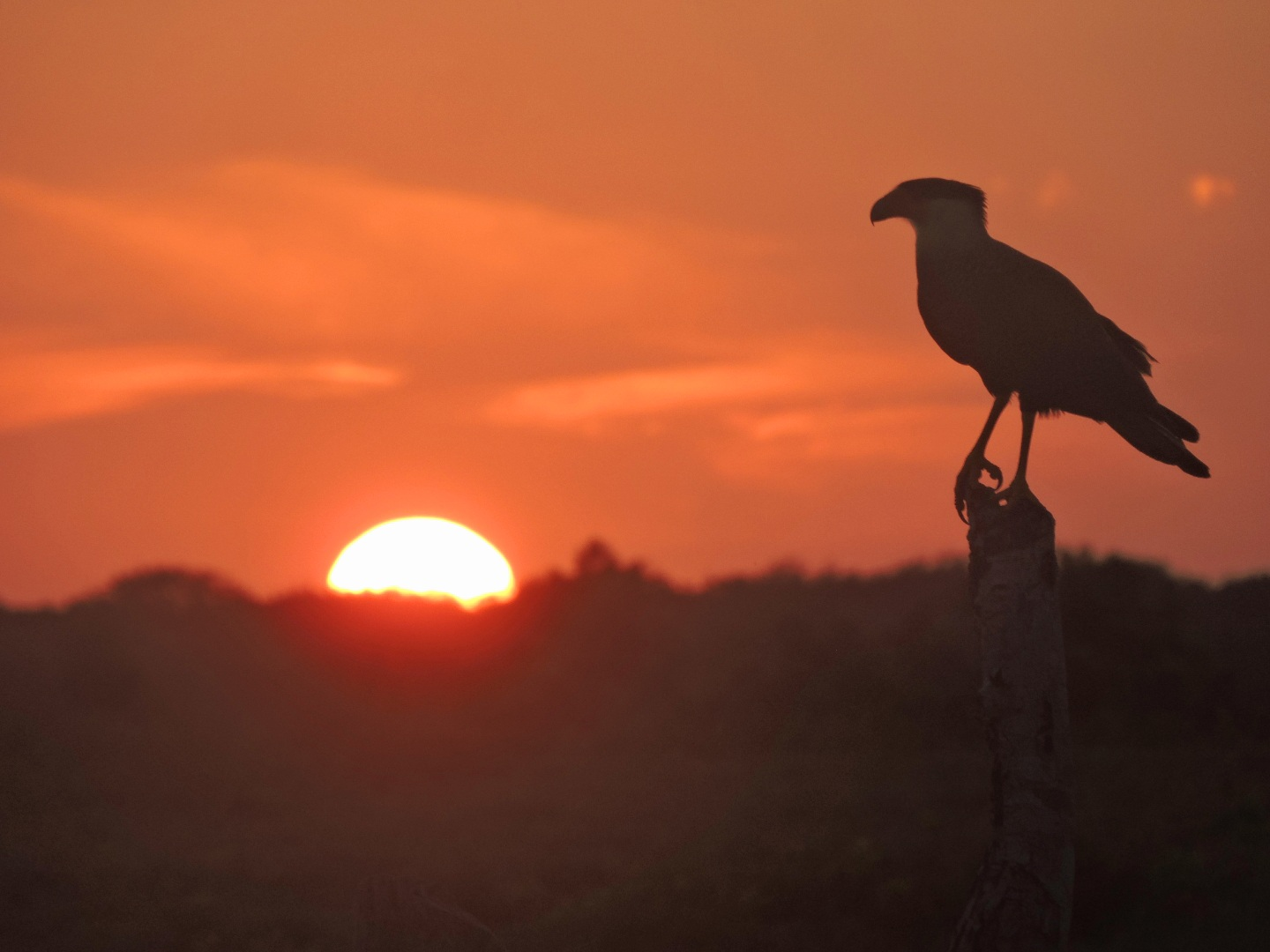
Carcará ao pôr do sol no Parque.

O Parque Estadual Mata da Pipa (PEMP) está localizado em Tibau do Sul no Rio Grande do Norte. A criação do parque se deu por meio do decreto nº 19.341, que instituiu o PEMP como uma parcela de 299,88 ha, no município de Tibau do Sul, da já existente Área de Proteção Ambiental Bonfim/Guaraíra.